# 开环增益
开环增益（open-loop gain）是運算放大器的參數，一般以{\displaystyle A_{\text{OL}}}表示，是在沒有反馈電路時的增益。
許多電子放大器都會將开环增益設計為很高的值，理想运算放大器（op-amp）的开环增益為無限大。一般來說运算放大器的最大开环增益約會在{\displaystyle 10^{5}}，也就是100 dB。高开环增益的运算放大器在反相放大器應用時，可以有很好的精度。
在電路上，會將有高开环增益的放大器加上负反馈，以降低整體電路的增益，但會使系統比較穩定。

## 定義

運算放大器的電路符號及各端點

开环增益的定義如下：
{\displaystyle A_{\text{OL}}={\frac {V_{\text{out}}}{\left(V^{+}-V^{-}\right)}}}
其中
{\displaystyle V_{\text{out}}}為輸出電壓
{\displaystyle V^{+}}為放大器正端輸入電壓
{\displaystyle V^{-}}為放大器負端輸入電壓

## 非理想增益
开环增益是運算放大器的電氣屬性，相較於理想運算放大器的無限大，實際運算放大器的开环增益會是有限的數值。在電路偎會將運算放大器加上回授電路，以調整整體電路的增益。
若以反相運算放大器的組態為例。若輸出端和反向輸入端之間的電阻為{\displaystyle R_{2}}，電壓源和反向輸入端之間的電阻為{\displaystyle R_{1}}，在假設开环增益無限大的情形下，所得的迴路增益為：
{\displaystyle G=-{\frac {R_{2}}{R_{1}}}}
不過，在考慮運算放大器的有限开环增益值{\displaystyle A}之後，迴路增益會略為下降：
{\displaystyle G={\frac {-{\frac {R_{2}}{R_{1}}}}{1+(1+{\frac {R_{2}}{R_{1}}}){\frac {1}{A}}}}}
例如，{\displaystyle {\frac {R_{2}}{R_{1}}}=2}，{\displaystyle A=10^{4}}，則{\displaystyle G=} −1.9994 ，不會是-2。
（若开环增益{\displaystyle A}趨近無限大時，第二式也會趨近第一式）
在計算運算放大器的實際增益時，需考慮有限开环增益的影響。

## 運算放大器
運算放大器的開環增益隨頻率快速的下降，這也是一般運算放大器限制頻寬的原因之一（另一個限制頻寬的原因是轉換率）。